# سیم کاهگل
سیم کاهگل ملاتی است که از آن همانند گچ و خاک برای لایه زیرین اندود نهایی یا به منظور اندود نهایی در دیوارها محصور کننده استفاده می‌شود. همچنین از این ملات برای پرداخت سطح نماها و آماده‌سازی برای نقاشی استفاده می‌کنند.

## ترکیبات
مواد تشکیل دهنده سیم گل عبارتند از: ماسه، خاک رس، کاه خرد شده بسیار نرم و اندکی گچ نیم کوب.

## روش آماده‌سازی
پس از اینکه این مواد را خوب ورز دادند به مدت دو روز آخوره مییندند. در سیم گل سنتی از پوست ارزن و پوست برنج ریز شده نیز بجای کاه استفاده می‌شود.
برای انتخاب نوع رنگ در سیم کاه گل یا سیم گل از انواع خاک رس که به رنگهای قرمز و زرد است، استفاده می‌کنند.

## روش استفاده
برای استفاده از این ملات به صورت زیر عمل می‌کنند:
1. نرمه کاه را شسته و سپس برای جلوگیری از رنگ دهی بعدی آن را در هوای آزاد خشک می‌کنند.
2. قبل از کاربرد ملات، زیرسازی و بازسازی خوب زمینهٔ کار یا آستر عملکرد ملات را افزایش می‌دهد.
3. سطح شمشه گیری‌ها با گج نرم (پشت گرمایی یا پشت الک) دوباره اندود شود تا سیم گل را اجرا کنند.

از ملات سیم گل در مسجد جامع فهرج برای اندود نماها استفاده شده‌است.